# DRG V 120 001
V 120 001 byla dieselová lokomotiva Německých říšských drah (DRG) s pneumatickým přenosem výkonu.

## Vznik a vývoj
1924 zadala DRG objednávku na vývoj výkonné lokomotivy pro osobní dopravu na hlavních i vedlejších tratích. Jelikož vývoj dnes obvyklých elektrických a hydraulických přenosů výkonu byl teprve v počátcích, byl zvolen systém pneumatický, který se pro daný účel jevil jako nejvhodnější.
Lokomotiva byla ve strojírně Esslingen dokončena v roce 1927 a označena jako V 3201. Teprve po řadě zkoušek byla 30. listopadu 1929 převzata DRG a nasazena do provozu. Byla přidělena ředitelství Stuttgart a v roce 1930 přeznačena na V 120 001 (podle výkonu motoru 1.200 PS).
Ačkoliv lokomotiva splnila očekávání a prokázala své výhody v oblasti výkonu a hospodárnosti ve srovnání s parní trakcí, zůstala osamocená a jako taková byla již v roce 1933 stažena z provozu a o dva roky později sešrotována. Palivo bylo tehdy příliš drahé na to, aby se pálilo v lokomotivě. Další vývoj motorových lokomotiv v Německu pokračoval strojem V 140 001 s hydrodynamickým přenosem výkonu.

## Technické údaje
Pojezd lokomotivy odpovídal parní lokomotivě pruské řady T 18, pozdější DRG řada 78. Byl tvořen rámem se třemi spřaženými dvojkolími o průměru 1600 mm a dvěma dvounápravovými podvozky s koly o průměru 850 mm. Délka přes nárazníky činila 16 330 mm.
Šestiválcový motor, původně využívaný k pohonu ponorek, spojený s dvoustupňovým kompresorem byly výrobky firmy MAN. Vzduch stlačený na 7 bar byl ve výměníku ohřátý výfukovými plyny na 350 °C pro zvýšení jeho energie. Stlačený vzduch byl přiveden do dvou válců o průměru 700 mm tak, jako pára na parní lokomotivě. Rozvod byl typu Heusinger.
Lokomotiva byla skříňového typy se stanovišti strojvedoucího na obou koncích. Na čelních stěnách se nacházely velké chladiče.